# Formica strenua
Formica strenua é uma espécie de formiga do gênero Formica, pertencente à subfamília Formicinae.